# St. Bartholomäus (Ludwigschorgast)

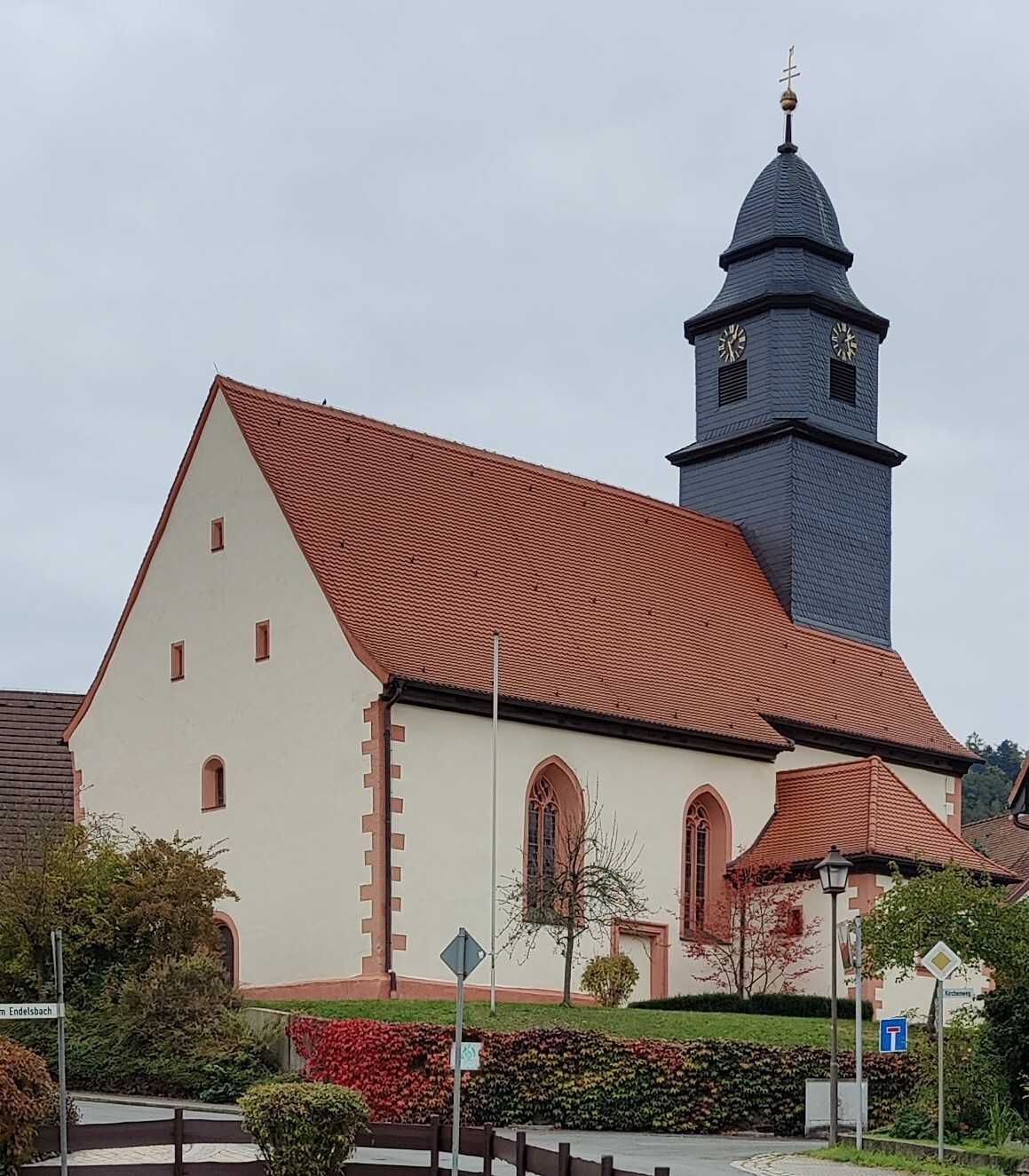
St. Bartholomäus in Ludwigschorgast

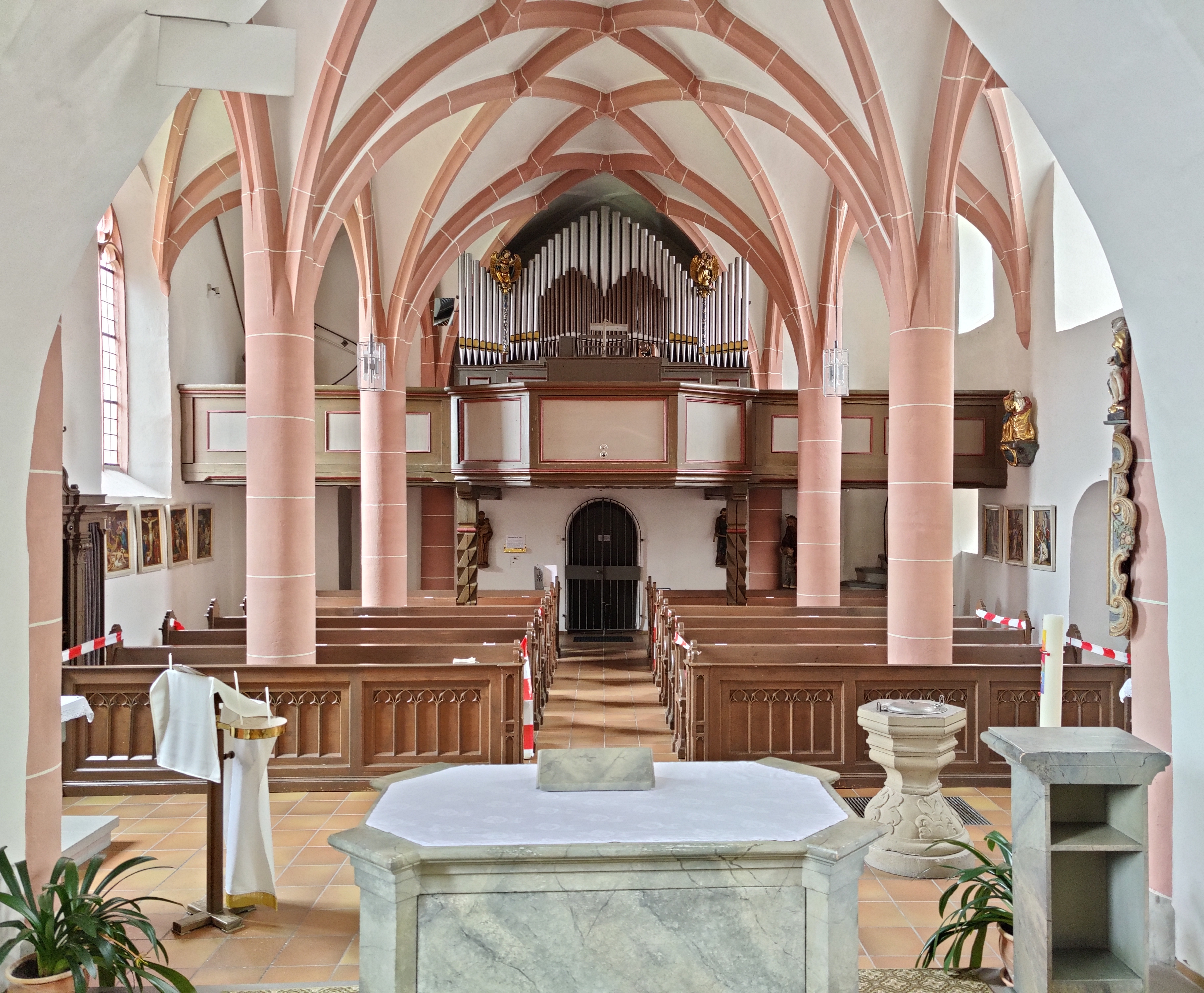
Blick zur Orgel (2021)

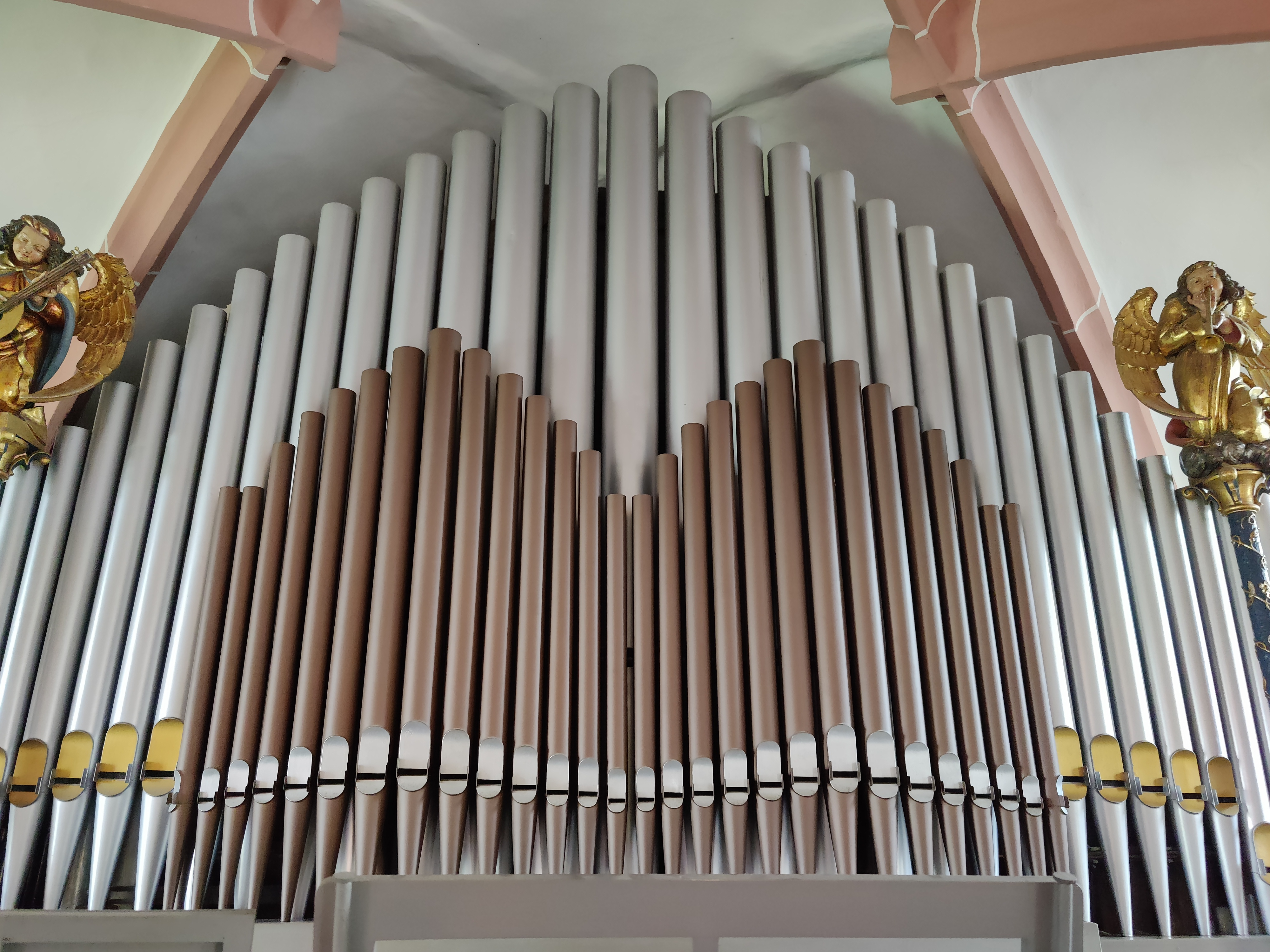
Freipfeifenprospekt

Die römisch-katholische, denkmalgeschützte Pfarrkirche St. Bartholomäus steht in Ludwigschorgast, einem Markt im oberfränkischen Landkreis Kulmbach (Bayern). Die ältesten Teile der Kirche stammen aus dem 13. Jahrhundert. Im Jahr 1975 wurde neben der alten eine neue Kirche geweiht – verbunden durch einen Seitengang und die gemeinsame Sakristei. Die Pfarrei gehört zum Seelsorgebereich Kulmbach im Dekanat Hof des Erzbistums Bamberg.

## Beschreibung
Das Langhaus aus drei Kirchenschiffen der spätgotischen Hallenkirche wurde 1511 gebaut. Der quadratische, eingezogene Chor im Osten ist im Kern aus dem 13. Jahrhundert. Über dem Chor erhebt sich seit 1564 ein quadratischer, schiefergedeckter Dachreiter, dessen oberstes Geschoss die Turmuhr und den Glockenstuhl mit drei Kirchenglocken beherbergt, und der mit einer gestuften Glockenhaube bedeckt ist. Der Innenraum des Mittelschiffs ist mit einem Netzgewölbe überspannt, die Seitenschiffe sind innen mit Kreuzgewölben überdeckt. Die von Fritz Mertel erbaute Orgel hat 13 Register auf zwei Manualen und Pedal.